# Salmoral
Salmoral ist ein Ort und eine westspanische Gemeinde (municipio) in der Provinz Salamanca in der Autonomen Gemeinschaft Kastilien-León. 2024 hatte die Gemeinde 112 Einwohner.

## Geographie
Salmoral befindet sich etwa 48 Kilometer ostsüdöstlich vom Stadtzentrum der Provinzhauptstadt Salamanca in einer Höhe von ca. 910 m.

## Bevölkerungsentwicklung
| Jahr      | 1900 | 1920 | 1950 | 1970 | 1981 | 1991 | 2001 | 2011 | 2021 |
| Einwohner | 1481 | 1389 | 1331 | 808  | 507  | 419  | 304  | 216  | 124  |

## Sehenswürdigkeiten
- Kirche Mariä Himmelfahrt (Iglesia de Nuestra Señora de la Asunción)

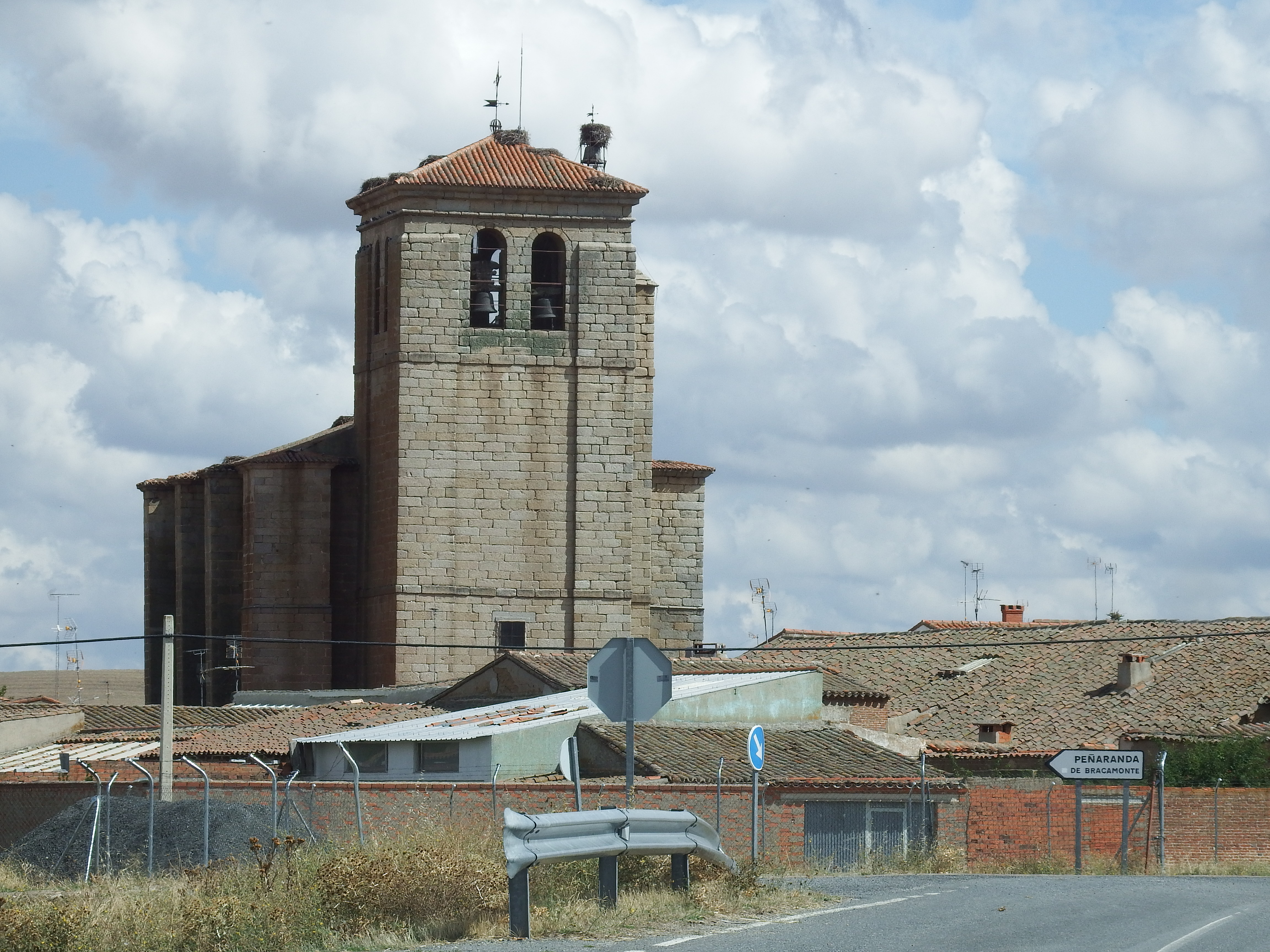
Kirche Mariä Himmelfahrt

## Persönlichkeiten
- Moisés Arrimadas Esteban (1936–2020), Anwalt und Politiker